# Liste der meistgesehenen Filme in Portugal 2004
Die Liste der meistgesehenen Filme in Portugal 2004 führt die meistgesehenen Spielfilme auf, die im Jahr 2004 in Portugal in die Kinos kamen.

## Die 20 meistgesehenen Filme
| #  | Premiere   | Film                                        | port. Titel                             | Land                        | Einnahmen      | Zuschauer |
| -- | ---------- | ------------------------------------------- | --------------------------------------- | --------------------------- | -------------- | --------- |
| 1  | 11.03.2004 | Shrek 2 – Der tollkühne Held kehrt zurück   | Shrek 2                                 | USA                         | € 3.153.924,51 | 770.414   |
| 2  | 01.07.2004 | Die Passion Christi                         | A Paixão de Cristo                      | USA, Italien                | € 3.006.849,33 | 720.840   |
| 3  | 29.07.2004 | Harry Potter und der Gefangene von Askaban  | Harry Potter e o Prisioneiro de Azkaban | USA, Großbritannien         | € 2.182.921,99 | 532.793   |
| 4  | 08.01.2004 | Last Samurai                                | O Último Samurai                        | USA, Japan, Neuseeland      | € 2.216.900,06 | 525.944   |
| 5  | 27.05.2004 | The Day After Tomorrow                      | O Dia depois de Amanhã                  | USA                         | € 1.981.936,83 | 475.678   |
| 6  | 15.07.2004 | Spider-Man 2                                | Homem-Aranha 2                          | USA                         | € 1.924.788,11 | 469.265   |
| 7  | 13.05.2004 | Troja                                       | Troia                                   | USA, Malta, Großbritannien  | € 1.825.964,83 | 433.778   |
| 8  | 25.11.2004 | Die Unglaublichen – The Incredibles         | The Incredibles - Os Super-Heróis       | USA                         | € 1.536.954,47 | 372.997   |
| 9  | 26.02.2004 | Was das Herz begehrt                        | Alguém Tem que Ceder                    | USA                         | € 1.413.036,19 | 337.394   |
| 10 | 09.11.2004 | Terminal                                    | Terminal de Aeroporto                   | USA                         | € 1.331.840,84 | 311.289   |
| 11 | 12.08.2004 | King Arthur                                 | Rei Artur                               | Großbritannien, Irland, USA | € 1.236.613,23 | 293.649   |
| 12 | 17.12.2003 | Der Herr der Ringe: Die Rückkehr des Königs | O Senhor dos Anéis: O Regresso do Rei   | USA, Neuseeland             | € 1.188.041,41 | 281.890   |
| 13 | 30.09.2004 | Große Haie – Kleine Fische                  | O Gang dos Tubarões                     | USA                         | € 1.130.709,10 | 274.648   |
| 14 | 12.02.2004 | Scary Movie 3                               | Scary Movie 3 - Outro Susto de Filme    | USA                         | € 1.060.398,62 | 262.104   |
| 15 | 19.08.2004 | Garfield – Der Film                         | Garfield - O Filme                      | USA                         | € 1.034.611,99 | 256.244   |
| 16 | 18.11.2004 | Bridget Jones – Am Rande des Wahnsinns      | O Novo Diário de Bridget Jones          | Großbritannien, USA         | € 1.057.303,97 | 245.280   |
| 17 | 07.10.2004 | Collateral                                  | Collateral                              | USA                         | € 1.047.528,08 | 242.373   |
| 18 | 23.09.2004 | The Village – Das Dorf                      | A Vila                                  | USA                         | € 1.021.917,47 | 240.805   |
| 19 | 09.12.2004 | Das Vermächtnis der Tempelritter            | O Tesouro                               | USA                         | € 1.002.791,20 | 239.422   |
| 20 | 06.05.2004 | Van Helsing                                 | Van Helsing                             | USA, Tschechien             | € 875.157,53   | 209.708   |

## Vorführungen nach Distrikt/Autonomer Region
| Distrikt         | Leinwände | Sitze  | Vorführungen | Einnahmen       | Zuschauer  |
| ---------------- | --------- | ------ | ------------ | --------------- | ---------- |
| Aveiro           | 21        | 4.017  | 26.055       | € 2.406.734,65  | 576.645    |
| Beja             | 6         | 1.421  | 244          | € 24.501,12     | 12.465     |
| Braga            | 33        | 5.816  | 32.223       | € 3.526.026,33  | 896.682    |
| Bragança         | 3         | 444    | 2.586        | € 124.218,50    | 35.122     |
| Castelo Branco   | 4         | 989    | 982          | € 203.660,50    | 59.726     |
| Coimbra          | 11        | 1.929  | 13.977       | € 2.059.880,38  | 505.641    |
| Évora            | 4         | 738    | 2.213        | € 411.293,60    | 106.558    |
| Faro             | 29        | 4.646  | 39.519       | € 4.779.927,19  | 1.152.957  |
| Guarda           | 2         | 631    | 402          | € 121.428,64    | 32.617     |
| Leiria           | 14        | 3.239  | 7.601        | € 1.311.379,15  | 350.980    |
| Lissabon         | 152       | 27.638 | 223.774      | € 29.687.843,09 | 6.652.477  |
| Portalegre       | 3         | 609    | 140          | € 23.002,35     | 8.421      |
| Porto            | 86        | 16.374 | 110.641      | € 14.688.180,79 | 3.999.577  |
| Santarém         | 14        | 2.474  | 11.964       | € 1.060.699,89  | 281.211    |
| Setúbal          | 51        | 12.352 | 53.675       | € 6.934.892,82  | 1.538.228  |
| Viana do Castelo | 8         | 1.875  | 5.535        | € 677.125,72    | 174.372    |
| Vila Real        | 9         | 1.350  | 2.094        | € 206.666,80    | 53.055     |
| Viseu            | 9         | 1.894  | 1.993        | € 241.707,50    | 59.596     |
| Azoren           | 4         | 562    | 5.713        | € 627.946,25    | 163.674    |
| Madeira          | 7         | 1.486  | 10.519       | € 1.968.130,10  | 467.809    |
| Gesamt           | 470       | 90.484 | 551.850      | € 71.085.245,37 | 17.127.813 |